# Obenhausener Ried und Muschelbäche im Rothtal
Obenhausener Ried und Muschelbäche im Rothtal este o arie protejată (arie specială de conservare — SAC, sit de importanță comunitară — SCI) din Germania întinsă pe o suprafață de 404,47 ha, integral pe uscat.

## Localizare
Centrul sitului Obenhausener Ried und Muschelbäche im Rothtal este situat la coordonatele 48°14′39″N 10°09′25″E / 48.2442°N 10.1569°E.

## Înființare
Situl Obenhausener Ried und Muschelbäche im Rothtal a fost declarat sit de importanță comunitară în noiembrie 2004 pentru a proteja 4 specii de animale. Situl a fost protejat și ca arie specială de conservare în aprilie 2016.

## Biodiversitate
Situată în ecoregiunea continentală, aria protejată conține 5 habitate naturale: Cursuri de apă de la nivel de câmpie la nivel montan, cu vegetație Ranunculion fluitantis și Callitricho-Batrachion, Pajiști cu Molinia pe soluri calcaroase, turboase sau argilos-nămoloase (Molinion caeruleae), Liziere de ierburi înalte hidrofile de câmpie și de nivel montan până la alpin, Fânețe de joasă altitudine (Alopecurus pratensis, Sanguisorba officinalis), Mlaștini alcaline.
La baza desemnării sitului se află mai multe specii protejate:
- mamifere (1): castor (Castor fiber)
- nevertebrate (3): fluturele auriu (Euphydryas aurinia), phengaris nausithous (Maculinea nausithous), Unio crassus